# La raya (Chardin)
La raya (en francés: La raie) es una naturaleza muerta de Jean Siméon Chardin, exhibida por primera vez el 3 de junio de 1728, se conserva en el Louvre de París.

## Exhibición
El 3 de junio de 1728, la pintura se mostró por primera vez en la Exposition de la Jeunesse, una exposición gratuita al aire libre que se celebraba durante unas horas en la esquina de la Place Dauphine y el Pont Neuf cada año el día del Corpus Christi (pero pospuesta en caso de lluvia al domingo después del final de la octava, Pequeño Corpus Christi o Petite Fête-Dieu). El 25 de septiembre de 1728, Simeon Chardin exhibió esta pintura y El buffet como sus piezas de recepción en la Academia Real de pintura y escultura. Ambas obras permanecieron en la Academia hasta la Revolución Francesa, cuando fueron trasladadas al nuevo Museo Central de las Artes, el actual Museo del Louvre.

## Análisis
Chardin representa la parte inferior ensangrentada de una raya, destripada y colgada de un gancho en la pared de piedra. El pescado yace encima de una repisa en la que a la derecha hay varios elementos domésticos sobre un paño blanco: una sartén, una olla y una espumadera de metal, una jarra de cerámica, una botella y un cuchillo. Debajo de la raya hay otros dos peces, y a la izquierda hay unas ostras abiertas y un gato que las pisa con la espalda arqueada y el pelaje erizado, como asustado por la vista. La composición se puede analizar como una serie de pirámides, con la raya puntiaguda en el centro, la jarra y otros objetos inanimados a la derecha, y los seres vivos, el gato y las ostras a la izquierda. El mango del cuchillo que cuelga de la repisa y la esquina de la pared de piedra que pasa junto al gato y se aleja del espectador, agregan profundidad a la escena.
Chardin fue influenciado por las pinturas de bodegones holandeses del siglo XVII: la escena ha sido comparada con la pintura de Rembrandt de El buey desollado. Aunque Diderot la describió como "repugnante", la peculiar pero realista composición fue admirada por otros artistas, entre ellos Matisse. Marcel Proust describiendo el cuadro comparó la imagen de la raya con la "nave de una catedral policromada".

## Simbolismo
Como suele ocurrir en las naturalezas muertas de Chardin, el tema no es esencial sino el soporte de la investigación pictórica, un ejercicio de estilo sobre la luz, los reflejos y las texturas. Chardin practicó la pintura por pintar antes de tiempo, como precursor de la investigación de finales del siglo XIX.